# Districtul Ban Mai Chaiyaphot
Ban Mai Chaiyaphot (în thailandeză บ้านใหม่ไชยพจน์) este un district (Amphoe) din provincia Buriram, Thailanda, cu o populație de 26.988 de locuitori și o suprafață de 178 km².

## Componență
Districtul este subdivizat în 5 subdistricte (tambon), care sunt subdivizate în 55 de sate (muban).
| Nr. | Nume          | În thailandeză | Sate | Locuitori |  |
| --- | ------------- | -------------- | ---- | --------- |  |
| 1.  | Nong Waeng    | หนองแวง        | 15   | 8,153     |  |
| 2.  | Thonglang     | ทองหลาง        | 10   | 5,402     |  |
| 3.  | Daeng Yai     | แดงใหญ่         | 9    | 4,706     |  |
| 4.  | Ku Suan Taeng | กู่สวนแตง        | 12   | 4,009     |  |
| 5.  | Nong Yueang   | หนองเยือง       | 9    | 4,718     |  |